# Brestovčina
Brestovčina (en serbe cyrillique : Брестовчина) est un village de Bosnie-Herzégovine. Il est situé dans la municipalité de Gradiška et dans la république serbe de Bosnie. Selon les premiers résultats du recensement bosnien de 2013, il compte 1 133 habitants.

## Démographie

### Évolution historique de la population dans la localité
| 1948 | 1953 | 1961 | 1971 | 1981 | 1991 | 2013  |
| ---- | ---- | ---- | ---- | ---- | ---- | ----- |
| -    | -    | 305  | 301  | 373  | 360  | 1 133 |

|  |

### Communauté locale
En 1991, la communauté locale de Brestovčina comptait 2 700 habitants, répartis de la manière suivante :